# Rögla
Rögla is een plaats in de gemeente Ystad in het Zweedse landschap Skåne en de provincie Skåne län. De plaats heeft 76 inwoners (2005) en een oppervlakte van 15 hectare. In de plaats komen verschillende wegen samen. De directe omgeving van de plaats bestaat vooral uit landbouwgrond, zowel akkers als weilanden.